# 필립 산들러르
필립 산들러르(네덜란드어: Philippe Sandler, 1997년 2월 10일 ~ )는 네덜란드의 축구 선수이다. 그의 포지션은 중앙 수비수로, 현재 에레디비시의 NEC에서 활약하고 있다.

## 클럽 경력
암스테르담에서 태어난 산들러르는 2016-17 시즌 PEC 즈볼러에서 성인 선수 생활을 시작했다. 이전에는 아약스 청소년 클럽에서 활동했었다.
2018년 1월, 산들러르는 PEC 즈볼러를 떠나 2018년 여름에 맨체스터 시티로 이적할 것이라고 발표되었고, 이적료는 €2.5M에서 €3M로 추정됐다. 2018년 7월 31일에 이적이 완료되었다. 산들러르는 경기 중 쓰러져 뇌 손상을 입고 선수 생활을 마감한 전 아약스 팀 동료 압델하크 누리를 기리기 위해 등번호 34번을 요청했다.
2019년 1월 6일, 산들러르는 7-0으로 이긴 로더럼 유나이티드와의 FA컵 경기에서 교체 출전하며 맨체스터 시티 데뷔전을 치렀다.
산들러르는 2019-20 시즌을 앞두고 안데를레흐트로 임대되었고, 전 맨체스터 시티 팀 동료이자 안데를레흐트의 선수 겸 감독인 뱅상 콩파니와 재회했다.
2020-21 시즌, 산들러르는 발목 부상으로 수술을 받았고 거의 전체 시즌 동안 맨체스터 시티 1군 선수단에서 제외됐다. 하지만 그는 시즌의 마지막 아카데미 팀 경기들 중 일부에 출전할 수 있었다.
2021년 8월 31일, 그는 프랑스 클럽 트루아로 임대되었다. 2경기 출전 후, 임대는 2022년 1월 25일에 종료되었다.
2022년 2월 1일, 그는 페예노르트로 이적하였고, 1년 연장 옵션과 함께 시즌이 끝날 때까지 계약을 체결했다. 5월 8일, 그는 2-2로 비긴 PSV와의 경기에서 데뷔전을 치렀다. 2022년 5월 27일, 페예노르트는 구단이 1년 연장 옵션을 행사하지 않을 것임을 확인했다.
2022년 8월 11일, 산들러르는 NEC 네이메헌과 3년 계약을 맺었다.

## 국가대표팀 경력
산들러르는 네덜란드 U-20 일원으로 활동했다. 그는 암스테르담에서 남아프리카 공화국 아버지와 미국인 어머니 사이에서 태어났기 때문에 네덜란드, 남아프리카 공화국, 그리고 미국 대표팀에서 뛸 자격이 있다.

## 사생활
산들러르의 아버지는 유대인이다.

## 수상 내역
페예노르트
- UEFA 유로파컨퍼런스리그 준우승: 2021–22[22]